# Tipula (Acutipula) yoruba
Tipula (Acutipula) yoruba is een tweevleugelige uit de familie langpootmuggen (Tipulidae). De soort komt voor in het Afrotropisch gebied.